# Daisuke Saito (football, 1974)
 (juin 2025).
Si vous disposez d'ouvrages ou d'articles de référence ou si vous connaissez des sites web de qualité traitant du thème abordé ici, merci de compléter l'article en donnant les références utiles à sa vérifiabilité et en les liant à la section « Notes et références ».
Pour les articles homonymes, voir Saito.
Daisuke Saito (斎藤 大輔, Saitō Daisuke) est un joueur de football japonais né le 19 novembre 1974 à Nagoya (Japon).